# Доходный дом страхового общества «Якорь» на Большой Лубянке
Доходный дом страхового общества «Якорь» — здание в Москве (ул. Большая Лубянка, д. 11). Построено в 1879 году по проекту архитектора А. Е. Вебера на основе более старой постройки. В 1918 году в здании разместилась ВЧК, там же находился кабинет Ф. Э. Дзержинского. Здание имеет статус объекта культурного наследия федерального значения.

## История
В первой половине XIX века владение на Большой Лубянке принадлежало богатому купцу и известному антиквару Д. А. Лухманову. Затем его выкупило страховое общество «Якорь». В 1879 году дом купца Лухманова был перестроен по проекту архитектора А. Е. Вебера.
В 1918 году здание было передано ВЧК и в нём разместился рабочий кабинет Ф. Э. Дзержинского. В 1919 году там неоднократно бывал В. И. Ленин. Предположительно, в подвалах этого здания проводились первые расстрелы при советской власти. По некоторым сведениям, они продолжались до 1954 года.

## Архитектура
Доходный дом страхового общества «Якорь» построен в духе эклектики. В его оформлении видны мотивы ренессанса: пилястры с украшенными лепниной филёнками, медальоны с бюстами, арочные ниши, балюстрады. В полукруглых нишах над окнами второго этажа размещены цветные керамические панно. Края дома фланкируют щипцовые кровли.
В парадном вестибюле находилась большая двухмаршевая лестница. В нише на первой площадке лестницы стояла скульптура античной богини с фонарём в руке.